# Agustín de Iturbide y Green
Agustín de Iturbide y Green (Città del Messico, 2 aprile 1863 – Washington, 3 marzo 1925) era nipote di Agustín de Iturbide, il primo imperatore del Messico indipendente e della sua consorte, l'Imperatrice Ana María.
Diventò il figlio adottivo, insieme con il cugino Salvador de Iturbide y Marzán, dell'altro unico capo di Stato reale del Messico, l'Imperatore Massimiliano I e dell'Imperatrice Carlotta. Dopo la morte di Massimiliano divenne Capo della Casa Imperiale del Messico, ma non ebbe figli. Le sue pretese passarono alla figlia di suo cugino, Salvador, Maria Josepha Sophia de Itúrbide.

## Biografia

### Primi anni

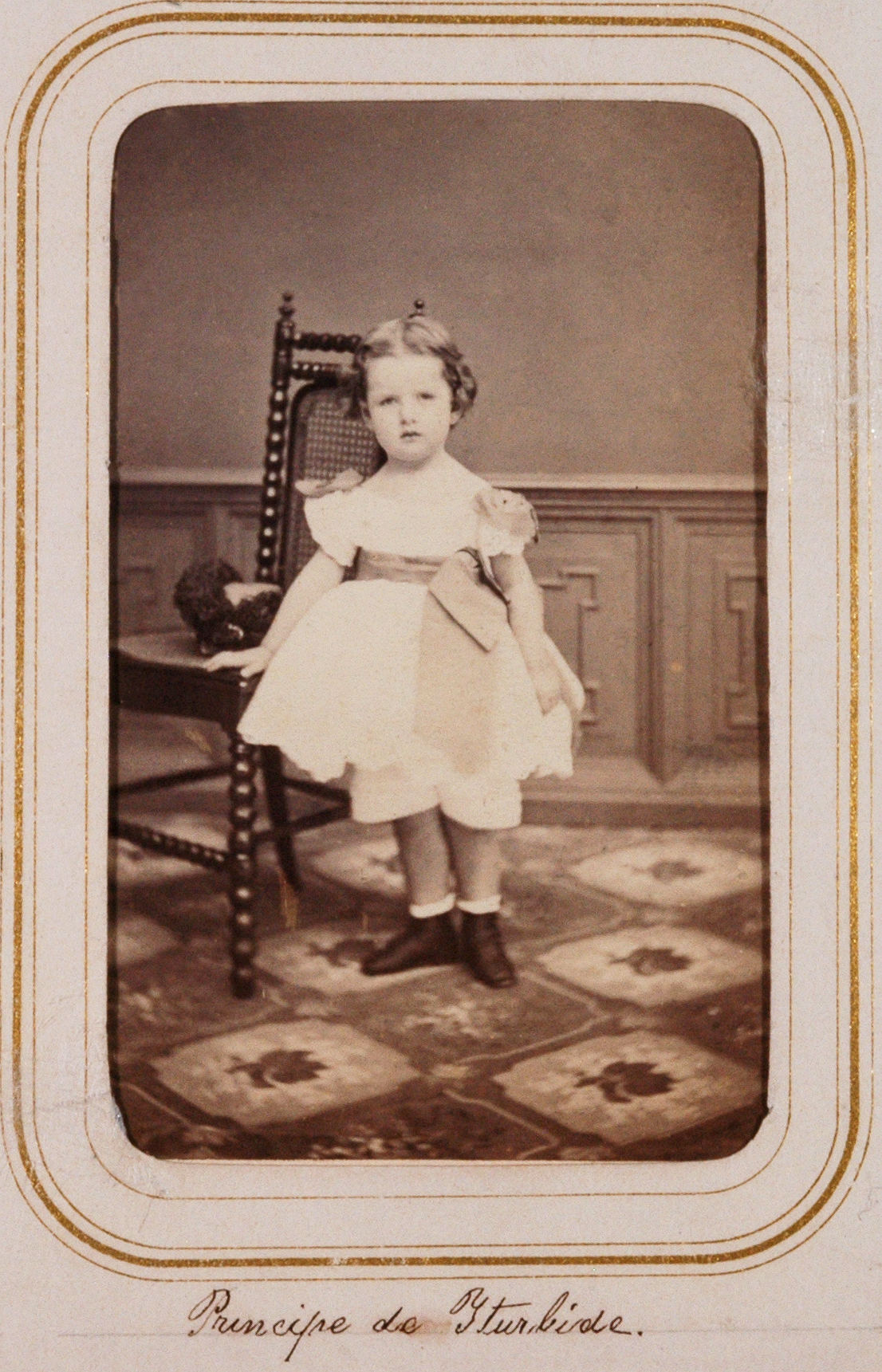
Agustín in tenera età

Iturbide era figlio del secondo figlio maschio dell'Imperatore Agustín I, S.A. principe Don Ángel Maria de Iturbide y Huarte (2 ottobre 1816 – 21 luglio 1872) e della moglie americana Alice Green (circa 1836 – 1892), nipote dell'uomo del congresso degli Stati Uniti e della guerra rivoluzionaria il gen. Uriah Forrest e bisnipote di George Plater, governatore del Maryland.
Sua sorella maggiore, Elizabeth Rousby Green, (nome da sposata Elizabeth Queensberry) nata circa 1825 divenne una nota storica quando l'assassino del presidente Lincoln, John Wilkes Booth, arrivò nella sua casa dopo aver attraversato il fiume Potomac sulla sua via di fuga. Booth era riuscito a fuggire dal paese, la sua speranza era stata quella di chiedere asilo in Messico.

### Erede messicano

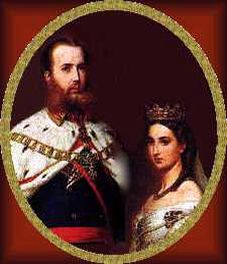
Massimiliano I del Messico e Carlotta del Belgio ritratti da Santiago Rebull

Quando Massimiliano e Carlotta salirono al trono del Messico nel 1863 con il sostegno delle truppe francesi di Napoleone III, i nuovi sovrani invitarono la famiglia Iturbide a tornare in Messico. Come divenne chiaro che Massimiliano e Carlotta non avrebbero potuto avere figli insieme, si offrirono di adottare Iturbide, che acconsentì con l'entusiasmo di suo padre e la riluttanza da parte della madre. Nominarono formalmente Iturbide loro erede il 13 settembre 1865, con il titolo Sua Altezza, Principe de Iturbide.

### Dopo la monarchia
Con il rovesciamento della monarchia nel 1867, la sua famiglia biologica lo portò prima in Inghilterra e poi di nuovo negli Stati Uniti, dove si stabilirono a Washington. Quando diventò maggiorenne Iturbide, che si laureò alla Georgetown University, rinunciò al suo diritto al trono e al titolo e tornò in Messico. Servì poi come ufficiale nell'esercito messicano. Dopo la pubblicazione di articoli critici nei confronti del Presidente Porfirio Díaz fu arrestato nel 1890 con l'accusa di sedizione e condannato a 14 mesi di prigione. Dopo il suo rilascio fu mandato in esilio, dove Iturbide soffrì due esaurimenti nervosi gravi che lo portarono a credere di stare per essere assassinato. Una volta ripresosi, tornò a Georgetown dove insegnò come professore di spagnolo e francese alla Georgetown University.
Per alcuni anni prima del suo matrimonio, Iturbide visse in un monastero vicino a Washington, dove lavorò come traduttore.

### Matrimonio
Nel 1915 sposò Mary Louise Kearney (1872–1967), figlia del brigadiere generale James Kearney. Non ebbero figli.

### Morte

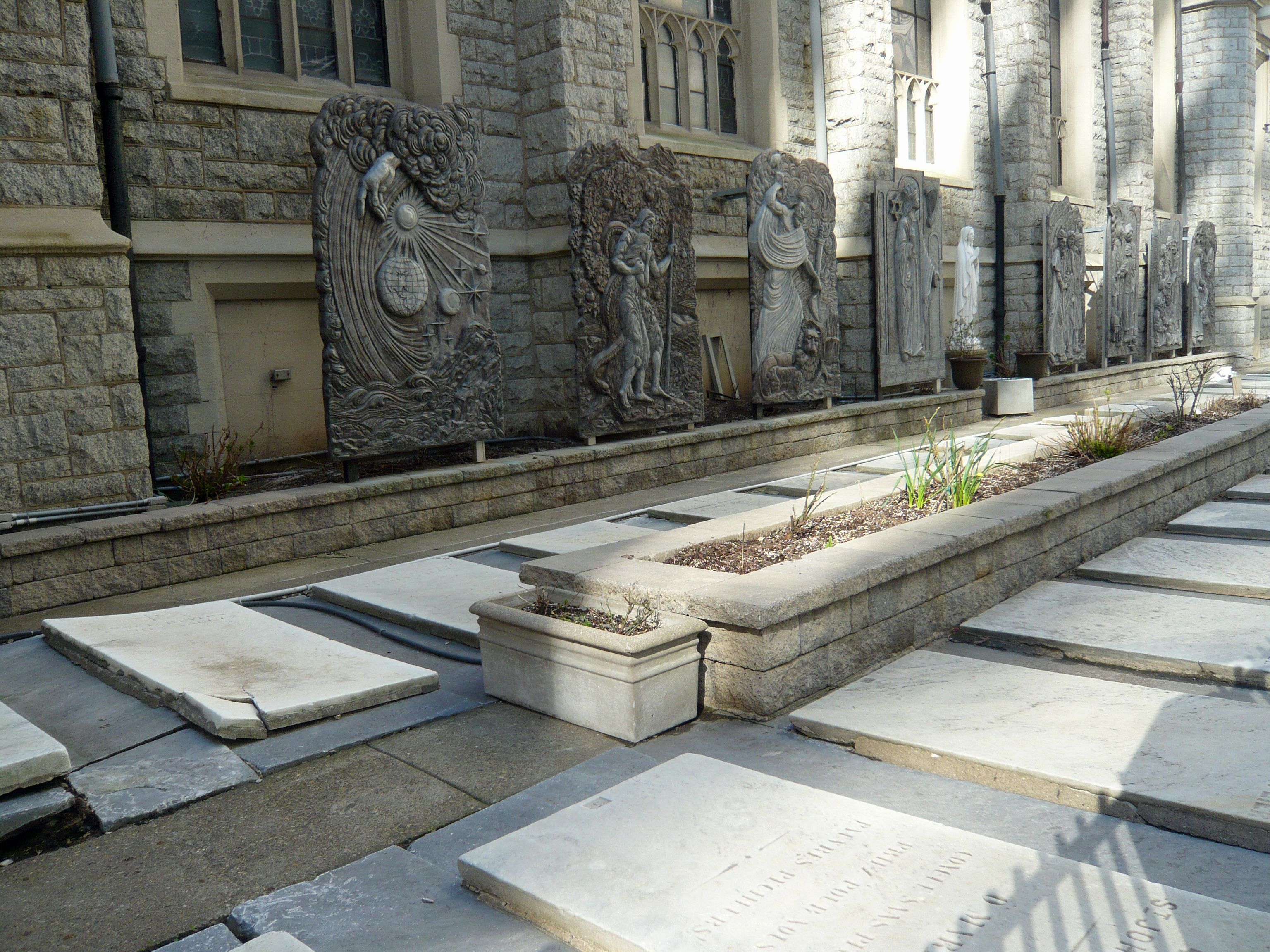
Il cimitero della Chiesa di San Giovanni Evangelista a Philadelphia

Agustín de Iturbide y Green morì a Washington, dopo aver subito un grave esaurimento nervoso e fisico. Fu sepolto nella Chiesa di San Giovanni Evangelista a Philadelphia accanto a sua nonna paterna, l'Imperatrice Ana María del Messico.

## Ascendenza
|                                |                 |                                                    | Genitori                                               |  |  | Nonni |  |  | Bisnonni                              |  |  | Trisnonni                                |  |
|                                |                 |                                                    |                                                        |  |  |       |  |  | 8. Josè Joaquin de Iturbide y Arregui |  |  | 16. José de Iturbide y Álvarez de Eulate |  |
|                                |                 |                                                    |                                                        |  |  |       |  |  | 8. Josè Joaquin de Iturbide y Arregui |  |  | 16. José de Iturbide y Álvarez de Eulate |  |
|                                |                 | 17. María Josefa Arregui y Gaztelu                 |                                                        |  |  |       |  |  | 8. Josè Joaquin de Iturbide y Arregui |  |  |                                          |  |
| 4. Agustín de Iturbide         |                 |                                                    |                                                        |  |  |       |  |  | 8. Josè Joaquin de Iturbide y Arregui |  |  |                                          |  |
|                                |                 | 9. Maria Josefa de Aramburu y Carrillo de Figueroa | 18. Sebastián Arambúru y Urdizibar                     |  |  |       |  |  |                                       |  |  |                                          |  |
|                                |                 | 9. Maria Josefa de Aramburu y Carrillo de Figueroa | 18. Sebastián Arambúru y Urdizibar                     |  |  |       |  |  |                                       |  |  |                                          |  |
|                                |                 | 9. Maria Josefa de Aramburu y Carrillo de Figueroa | 19. Micaela Nicolasa Carrillo de Figueroa y Villaseñor |  |  |       |  |  |                                       |  |  |                                          |  |
| 2. Ángel de Iturbide y Huarte  |                 | 9. Maria Josefa de Aramburu y Carrillo de Figueroa |                                                        |  |  |       |  |  |                                       |  |  |                                          |  |
|                                |                 | 10. Isidro Huarte y Arrivillaga                    | 20. Juan Francisco Huarte e Iriarte                    |  |  |       |  |  |                                       |  |  |                                          |  |
|                                |                 | 10. Isidro Huarte y Arrivillaga                    | 20. Juan Francisco Huarte e Iriarte                    |  |  |       |  |  |                                       |  |  |                                          |  |
|                                |                 | 10. Isidro Huarte y Arrivillaga                    | 21. Agustina Antonia Arrivillaga y Minondo             |  |  |       |  |  |                                       |  |  |                                          |  |
| 5. Ana María de Huarte y Muñiz |                 | 10. Isidro Huarte y Arrivillaga                    |                                                        |  |  |       |  |  |                                       |  |  |                                          |  |
|                                |                 | 11. Ana Manuela Muñíz y Sánchez de Tagle           | 22. Manuel Muñiz y Peo                                 |  |  |       |  |  |                                       |  |  |                                          |  |
|                                |                 | 11. Ana Manuela Muñíz y Sánchez de Tagle           | 22. Manuel Muñiz y Peo                                 |  |  |       |  |  |                                       |  |  |                                          |  |
|                                |                 | 11. Ana Manuela Muñíz y Sánchez de Tagle           | 23. Isabel Sánchez de Tagle y Veydacar                 |  |  |       |  |  |                                       |  |  |                                          |  |
| 1. Agustín de Iturbide y Green |                 | 11. Ana Manuela Muñíz y Sánchez de Tagle           |                                                        |  |  |       |  |  |                                       |  |  |                                          |  |
|                                | 12. Ralph Green | ...                                                |                                                        |  |  |       |  |  |                                       |  |  |                                          |  |
|                                | 12. Ralph Green | ...                                                |                                                        |  |  |       |  |  |                                       |  |  |                                          |  |
|                                | 12. Ralph Green | ...                                                |                                                        |  |  |       |  |  |                                       |  |  |                                          |  |
| 6. John Green                  | 12. Ralph Green |                                                    |                                                        |  |  |       |  |  |                                       |  |  |                                          |  |
|                                |                 | 13. Sarah Leigh                                    | ...                                                    |  |  |       |  |  |                                       |  |  |                                          |  |
|                                |                 | 13. Sarah Leigh                                    | ...                                                    |  |  |       |  |  |                                       |  |  |                                          |  |
|                                |                 | 13. Sarah Leigh                                    | ...                                                    |  |  |       |  |  |                                       |  |  |                                          |  |
| 3. Alice Green                 |                 | 13. Sarah Leigh                                    |                                                        |  |  |       |  |  |                                       |  |  |                                          |  |
|                                |                 | 14. Uriah Forrest                                  | 28. Thomas Forrest                                     |  |  |       |  |  |                                       |  |  |                                          |  |
|                                |                 | 14. Uriah Forrest                                  | 28. Thomas Forrest                                     |  |  |       |  |  |                                       |  |  |                                          |  |
|                                |                 | 14. Uriah Forrest                                  | 29. Henrietta Raley                                    |  |  |       |  |  |                                       |  |  |                                          |  |
| 7. Nancy Forrest               |                 | 14. Uriah Forrest                                  |                                                        |  |  |       |  |  |                                       |  |  |                                          |  |
|                                |                 | 15. Rebecca Plater                                 | 30. George Plater                                      |  |  |       |  |  |                                       |  |  |                                          |  |
|                                |                 | 15. Rebecca Plater                                 | 30. George Plater                                      |  |  |       |  |  |                                       |  |  |                                          |  |
|                                |                 | 15. Rebecca Plater                                 | 31. Elizabeth Ann Rousby                               |  |  |       |  |  |                                       |  |  |                                          |  |
|                                |                 | 15. Rebecca Plater                                 |                                                        |  |  |       |  |  |                                       |  |  |                                          |  |